# Norberto Méndez
Norberto Doroteo Mendez nascido na Argentina, 5 de janeiro de 1923. Faleceu em Buenos Aires, Argentina em 22 de junho de 1998. Futebolista argentino, apelidado de Tucho. Uma das grandes figuras do futebol argentino notável dos anos 40 e um dos melhores jogadores da história do futebol argentino.
Foi apelidado de "O Terror do Brasil" pela revista El Gráfico por ter feito 3 gols contra a seleção brasileira no jogo decisivo do Campeonato Sul-Americano de Futebol de 1945 e 2 gols no jogo decisivo do Campeonato Sul-Americano de Futebol de 1946.

## Carreira no clube

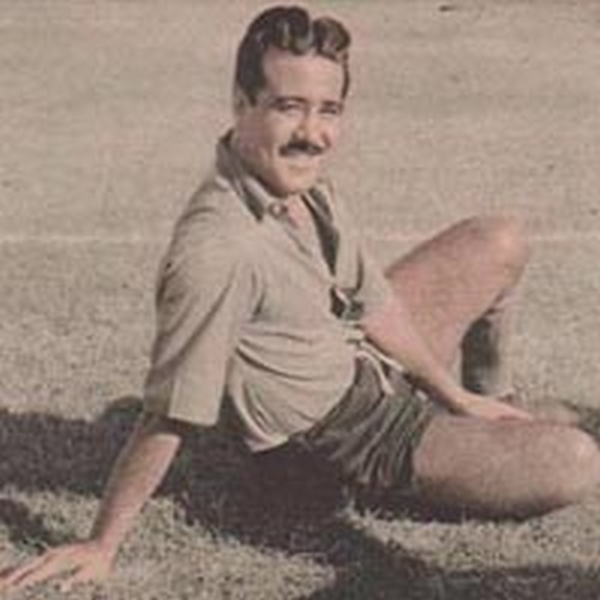
Norberto Méndez com a camisa do Tigre

Nascido no subúrbio portenho de Pompeya, Méndez estreou no futebol profissional em 1940 vestindo a camisa do Huracán. Formou por alguns anos um temível trio de ataque com Emílio Baldonedo e Herminio Masantonio. Disputando com o Globo sete temporadas. Foi também companheiro de equipe de Alfredo Di Stefano, quando esse dava seus primeiros passos no futebol em 1945.
Jogava como entreala derecho, como se nominavam os meias-direitas na Argentina , muitas vezes disputou esse posto na albiceleste com José Manuel Moreno. Marcou 123 gols em 392 partidas da primeira divisão argentina. A sua vida boêmia fez com que antes dos 30 anos, Tucho mostrasse sinais evidentes de decadência física. 
Em 1948, juntamente com os companheiros de Globo Juan Carlos Salvini e Llamil Simes, se transferiu para o Racing Club em uma fantástica negociação em que o clube de Avellaneda além de pagar uma vultuosa soma em dinheiro, ainda cedeu cinco atletas à instituição de Parque Patricios. Ele fez sua estreia na Primeira Divisão na equipe do Parque Patrícios. Ele ficou em Avellaneda até 1954 e, no total, disputou 128 jogos oficiais e marcou 47 gols. Em La Academia conseguiu um feito inédito até então no profissionalismo argentino conquistando um tricampeonato nacional (1949,1950,1951).
Depois de uma passagem pelo Tigre entre 1954 e 1956, retorna ao Huracán onde finaliza a carreira em 1958.

## Carreira internacional

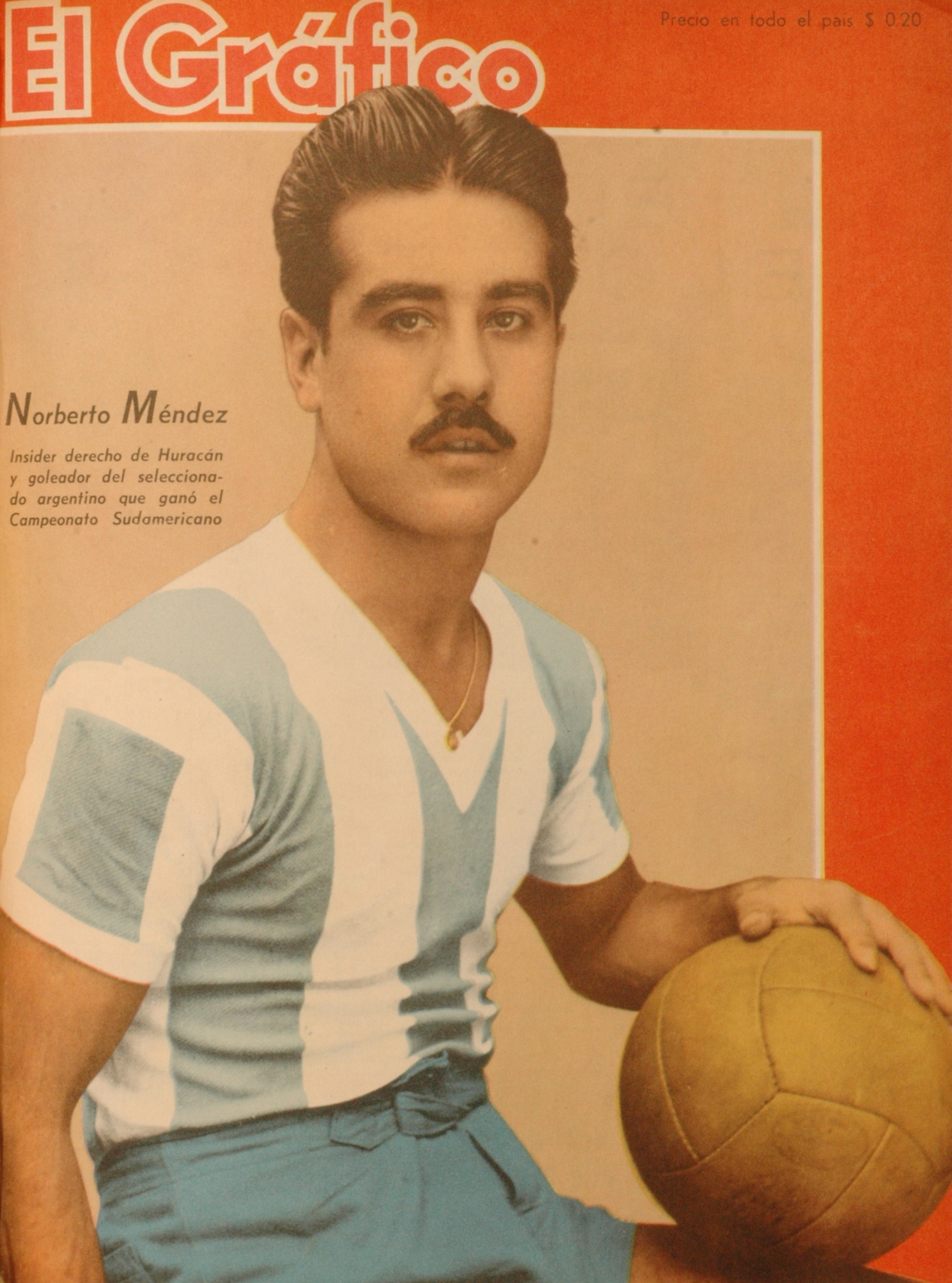
Norberto Méndez na Seleção Argentina

Com a camisa Albiceleste da Seleção argentina de futebol foram 31 presenças entre 1945 e 1955 ,assinalando 19 gols .
Se transformou em ídolo nacional ao marcar os dois gols da vitória dos argentinos contra os brasileiros , no dia 10 de fevereiro de 1946 , dando o oitavo título sul-americano (Copa América) aos platinos, em uma partida tumultuada no Monumental de Núñez depois do incidente em que o atacante brasileiro Chico Aramburu e o zagueiro e capitão argentino José Salomón se envolveram, sendo que o argentino saiu com a perna fraturada. A partir daí houve um grande conflito dentro de campo , que paralisou a partida por vários minutos.
No clássico de Argentina e Brasil, marcou 5 gols pela seleção, sendo um dos maiores artilheiros do confronto. Juntamente com o brasileiro Zizinho, é o máximo goleador histórico da Copa América (Campeonato Sul-Americano) com 17 gols em 17 partidas, sendo esta a melhor média de gols.
Disputou o Campeonato Sul-Americano em 1945, 1946 e 1947.

## Legado
Em 7 de junho, foi inaugurado um monumento à sua memória na esquina da rua Diógenes Taborda com a Avenida Figuera Alcorta, em Buenos Aires.

## Títulos

### Clube

#### Huracán
- Copa Adrián C. Escobar: 1942[14], 1943[14]
- Copa de Competencia Británica: 1944[15]

#### Racing Club
- Campeonato Argentino de Futebol: 1949[16], 1950[16], 1951[6][17]

### Internacional

#### Argentina
- Copa América: 1945[18][19], 1946[3], 1947[20]
- Copa Lipton: 1945[21]
- Copa Newton: 1945[22]